# Wouter van Twiller
Wouter van Twiller (Nijkerk, 22 mai 1606 1654) fut le cinquième directeur de Nouvelle-Néerlande à l'emploi de la Compagnie néerlandaise des Indes occidentales.

## Biographie
Peu de documents historiques demeurent de la période 1626 à 1638 de la colonie néerlandaise. C'est sous la direction de Wouter van Twiller (1633-1638), que fut achetée aux Amérindiens locaux l'île Noten Eylant (qui porte aujourd'hui le nom de Governors Island ou « Île des Gouverneurs ») dans la baie formée par le delta du fleuve Hudson.